# Lindved (herregård)
 For alternative betydninger, se Lindved. (Se også artikler, som begynder med Lindved)
Lindved er en lille herregård, som nævnes i 1470. Lindved ligger ca. 6 km syd for Odense-centrum i Stenløse Sogn, Odense Herred, Odense Kommune. Hovedbygningen er opført i 1620 og tilbygget i 1798-1842.

## Ejere af Lindved
- (1470-1477) Peder Marsvin
- (1477-1524) Jørgen Pedersen Marsvin
- (1524-1528) Anne Andersdatter Passow gift Marsvin
- (1528-1534) Peder Jørgensen Marsvin
- (1534-1544) Karen Pedersdatter Marsvin gift Bille
- (1544-1573) Erik Bille
- (1573-1618) Knud Eriksen Bille / Ove Eriksen Bille
- (1618) Peter Ovesen Bille
- (1618-1644) Jørgen Hartvigsen
- (1644-1664) Dorthe Skinkel
- (1664-1674) Slægten Skinkel
- (1674-1678) Anne Vind gift von der Kuhla
- (1678-1692) Jochum von der Schiøtz
- (1692-1722) Frederik von Gersdorff
- (1722-1756) Johan Frederik Brockenhuus
- (1756-1762) Caspar Christopher Brockenhuus
- (1762-1770) Vibeke Margrethe Juel gift (1) Brockenhuus (2) Ahlefeldt
- (1770-1798) Hans Adolph Ahlefeldt
- (1798) Søren Hillerup
- (1798-1803) Johan Jacob Mylius
- (1803-1819) Christian Hansen Berg
- (1819-1869) Jens Christiansen Berg
- (1869-1889) Henrik Christian Otto Jensen Berg
- (1889-1896) Henrik Christian Otto Jensen Bergs dødsbo
- (1896-1902) Enke Fru Vilhelmine Berg
- (1902-1905) O. Sørensen
- (1905-1908) J. Thordahl
- (1908-1912) proprietær Steenbeck
- (1912-1918) F. Tutien
- (1918-1919) Folmer Hansen
- (1919-1953) H. J. Andersen
- (1953-1955) Paula Christiansen
- (1955-1963) D. Andersen gift Christiansen
- (1963-1973) Svend Andersen / John Sørensen
- (1973-1993) Forskellige Ejere
- (1993-2000) Innovision A/S
- (2000-) Lindvedgård ApS